# Mass Ebdrup
Mass Ebdrup  (født 6. november 1979 i København), også kendt som StreetMass / Street Mass, er en rapper, tekstforfatter og producer fra København.

## Karriere

### StreetMass og debut (2001-2004)
Mass startede med at rappe i en alder af 12 år og fik som teenager tilnavnet "StreetMass" af DJ Typhoon.[kilde mangler] I 2001 udgav han den selvfinanserede debutsdemo Hvem Er StreetMass og i 2003 ep'en Kronisk Halsbrand. Ifølge Information demonstrerede StreetMass "såvel humor og energi som timing og substans" med sin EP Kronisk Halsbrand.

### Universal-kontrakt, "Kongens Fald" og fejde med Jokeren (2005-2009)
Mass skrev og producerede i 2005 Jokerens single "Godt Taget”, hvor han selv medvirker på omkvædet. Han var også med på Jokerens tour i efteråret 2005. Han blev efterfølgende signet til Universal Music Group og Jokerens sublabel Flamingo Records i 2006, hvor han udgav singlen "Tillykk' Med Det".
Mass og Jokeren stoppede samarbejdet i slutningen af 2007, efter at han havde truet den århusianske rapper USO med en kniv foran Copenhagen Jazzhouse.
Jokeren udgav i marts 2009 nummeret "Battler Med Spøgelser”. I november 2009 udgav Mass nummeret "Kongens Fald" på Youtube, hvori han beskylder Jokeren for blandt andet at misbruge stoffer, stjæle rettigheder og bryde aftaler, hvilket fik omtale i de danske medier.
Mass medvirkede samme år i DR's tv serie Manden med de gyldne ører (2009) sammen med Nikolaj Steen, hvor han spillede rollen som rapperen Benny Blanco.

### Sangskriver og producer (2009-)
Mass indgik i 2009 et samarbejde med rapperen Kesi.[kilde mangler] Han var i 2012 med til at skrive og producere debutalbummet fra Kesi, Bomber over centrum. I 2012 var Mass med til at stifte pladeselskabet Uropa, som udover ham selv huser Kesi, Gilli, Benny Jamz og A'typisk.[kilde mangler] Uropa skiftede i 2014 navn til MXIII (MassMadeMe),[kilde mangler] hvor Mass udgav debut-ep’erne fra Gilli (Ækte Vare) og Benny Jamz.
Mass har foruden Jokerens "Godt Taget" også skrevet og produceret Ali Kazims Spørgsmål samt været tekstforfatter på to albums fra rapgruppen MFS (Bandaniseret fra 2008 og Gadens Vilkår fra 2010) såvel som debutalbummet fra A'typisk (A'typisk fra 2013).

## Diskografi

### Album
- Hvem Er StreetMass (2001)
- Kronisk Halsbrænd (EP, Playground Music 2003)

### Singler
- Tillykk' med det (Flamingo Records, 2006)

### Medvirket på album
- Skakmat, udgivet i 1999 af G-Bach, Mass var med på nummeret "1 - 2 - 3 mc's"
- Trejii N Esdre, udgivet i 2001 af Paulo, Mass var med på nummeret "Den Røde Planet"
- Hellrazor, udgivet i 2003 af Tjes Boogie
- Dans Med Døden, udgivet i 2004 af Mc Clemens, Mass var med på nummeret "Kan I Ta' Det"
- Tommy Tycker Om Mej, Mass var med på nummeret "Lorti", Svensk rap album
- Gigolo Jesus, udgivet i 2006 af Jokeren, Mass var med på "Godt Taget" og "Force Flamingo" nummerende
- Når Solen Går Ned, udgivet i 2007 af Claude, Mass var med nummeret "Sin Egen Byrde"
- Bandaniseret udgivet 8. oktober 2009 af rapgruppen MFS
- Gadens Vilkår udgivet 8. august 2011 af rapgruppen MFS
- Fuck Hvor Er Det Fedt (At Være Hiphop'er), nummer på Mc Clemens album 'Ingen Kender Dagen', udgivet 2012
- Forstår du  udgivet 2013 af Kayreem, mass var på nummeret dybt vand
- Ung Hertug, udgivet i 2013 af Kesi, produceret samt sunget på en håndfuld af numrene